# Mia Hamm
Mia Hamm (Selma, Alabama; 17 de marzo de 1972) es una exfutbolista profesional estadounidense, dos veces medallista de oro olímpica y dos veces campeona de la Copa Mundial Femenina de la FIFA. Aclamada como un icono del fútbol, jugó como delantera en la selección femenina de fútbol de los Estados Unidos de 1987 a 2004. Hamm fue el rostro de la Asociación Femenina de Fútbol Unido (WUSA), la primera liga profesional de fútbol femenino en los Estados Unidos, donde jugó para el Washington Freedom de 2001 a 2003. Jugó al fútbol universitario para el equipo de fútbol femenino North Carolina Tar Heels y ayudó al equipo a ganar cuatro títulos consecutivos del Campeonato de Fútbol Femenino de la División I de la NCAA.
Durante su estancia con la selección nacional, Hamm y compitió en cuatro torneos de la Copa Mundial Femenina de la FIFA: el inaugural de 1991 en China, 1995 en Suecia, 1999 y 2003 en los Estados Unidos. Dirigió al equipo en tres Juegos Olímpicos, incluidos: 1996 en Atlanta (la primera vez que se jugó al fútbol femenino), 2000 en Sídney y 2004 en Atenas. Completó su carrera internacional habiendo jugado 42 partidos y marcado 14 goles en estos 7 torneos internacionales.
Mantuvo el récord de y de más goles internacionales anotados hasta 2013 y permanece en el tercer lugar detrás de su excompañera de equipo Abby Wambach y la delantera canadiense Christine Sinclair a partir de 2017. Hasta 2021 ocupó el tercer lugar en la historia de la selección nacional de EE . UU. equipo en partidos internacionales (276) y primero en asistencias en su carrera (144). Dos veces nombrada Jugadora Mundial del Año de la FIFA en 2001 y 2002, Hamm y su compañera de equipo Michelle Akers fueron aclamadas por Pelé como dos de las 125 mejores jugadoras vivas de la FIFA cuando las incluyó en FIFA 100 para celebrar el 100 aniversario de la organización. Fue nombrada Atleta Femenina del Año de US Soccer cinco años seguidos y ganó tres premios ESPY, incluyendo Jugadora de Fútbol del Año y Atleta Femenina del Año. La Women's Sports Foundation la nombró Deportista del Año en 1997 y 1999. Fue incluida en el Salón de la Fama del Fútbol Nacional, el Salón de la Fama del Deporte de Alabama, el Salón de la Fama del Deporte de Texas, el Salón de la Fama del Fútbol de Carolina del Norte y fue la primera mujer incluida en el Salón de la Fama del Fútbol Mundial.
Copropietaria de Los Angeles FC, también es embajadora mundial del FC Barcelona y forma parte de la junta directiva del club AS Roma de la Serie A. Autora de Go For the Goal: A Champion's Guide to Winning in Soccer and Life, ha aparecido en varias películas y programas de televisión, incluido el documental de HBO, Dare to Dream: The Story of the US Women's Soccer Team.

## Familia
Mia, una de las cuatro hijas de un piloto de la Fuerza Aérea de los Estados Unidos, nació en Alabama y vivió en varios lugares antes de que su familia se estableciera en Falls, Texas. Sus padres adoptaron dos hermanos, el mayor de ellos, Garrett, llegó a ser su mayor inspiración en su carrera deportiva. Garrett murió en 1996 producto de una enfermedad en la médula ósea. Hamm es la esposa del exjugador de béisbol Nomar Garciaparra del equipo Los Angeles Dodgers.

## Carrera futbolística

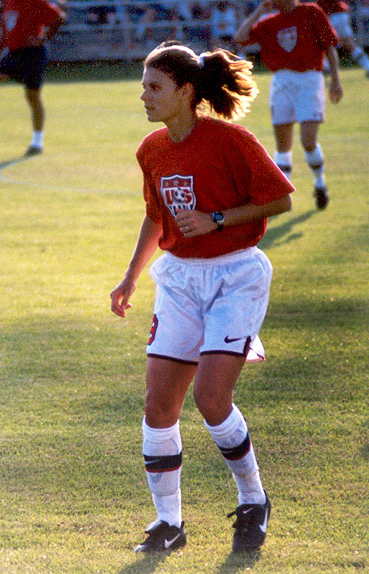
Mia Hamm durante el calentamiento previo a un partido, 2010.

Sus comienzos fueron a los doce años mientras estaba en el High School donde descubrió su pasión por el fútbol. sus estudios de secundaria finalizaron en el Lake Braddock Secondary School. En la Universidad de Carolina del Norte en Chapel Hill, Mia Hamm era conocida por sus compañeros de universidad como "Jordan" en similitud con Michael Jordan quien jugó en el equipo de baloncesto de la UNC. Durante ese período, ganó cuatro veces el campeonato de fútbol de la NCAA, siendo también premiada tres veces como mejor jugadora de la Conferencia de la costa atlántica.
En 1991, postergó su participación en el campeonato de la NCAA, para integrarse a la selección de fútbol de los Estados Unidos, ganando el primer Campeonato Mundial de la FIFA. Junto a ella se destacaron en la justa mundialista otras figuras tales como Michelle Akers, Julie Foudy (Capitana de la selección estadounidense de 2000 al 2004), Brandi Chastain, Joy Fawcett y Kristine Lilly.
En 1993 le otorgaron el premio a la Atleta Femenina del Año de la ACC e integró la Selección Universitaria de Fútbol Femenino de los EE. UU., perdiendo la final con la República Popular de China pese a ser la goleadora del campeonato con seis tantos.
En 1996 integró el equipo que ganó la medalla de oro en los Juegos Olímpicos de Atlanta, ganando a la República Popular de China.
En 1999, Mia Hamm tuvo un exitoso año en el que ganó por segunda vez el campeonato mundial de fútbol femenino; fundó una fundación de beneficencia en ayuda a los afectados por las enfermedades en la médula ósea y al fomento del deporte, conocida como Mia Foundation en honor a su fallecido hermano Garrett. A su vez, la marca deportiva Nike bautizó a uno de sus edificios corporativos con el nombre de la gran futbolista estadounidense
En el año 2004 fue honrada por la FIFA, junto a su colega Michelle Akers como uno de los mejores 125 futbolistas vivos más grandes de todos los tiempos, en la lista FIFA 100, elaborada por el legendario jugador brasileño Pelé en el marco del centésimo aniversario de la organización deportiva. Ese mismo año ganó la medalla de oro en los Juegos Olímpicos de Atenas, siendo posteriormente la abanderada del equipo olímpico en la ceremonia de clausura de aquel magno evento.
Mia Hamm había anunciado antes de las Olimpiadas que después de ellas se retiraría. Junto a sus compañeras de la selección hicieron el denominado "Tour del adiós", una serie de 10 partidos amistosos en los que se dio punto final a una carrera larga de casi veinte años. El último partido de la gira contra México en el Home Depot Center de Carson, California, el 8 de diciembre de 2004, marcó el último partido internacional de Hamm, Julie Foudy y Joy Fawcett. Estados Unidos derrotó a México por 5-0 y Hamm dio el pase a la goleadora en dos de los goles.
Hamm se retiró a los 32 años con un récord de 158 goles internacionales.  Tras su retirada, la camiseta número 9 de Hamm fue heredada por la centrocampista Heather O'Reilly.

## Estadísticas

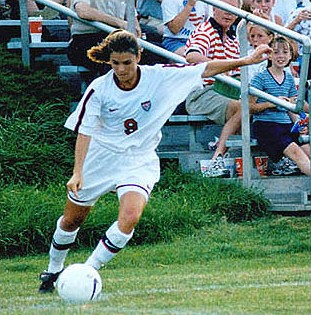
Mia Hamm botando un córner (2000).

Universidad de Carolina del Norte
| Año   | Partidos jugados | Goles | Asistencias | Puntos |
| ----- | ---------------- | ----- | ----------- | ------ |
| 1989  | 23               | 21    | 4           | 46     |
| 1990  | 22               | 24    | 19          | 67     |
| 1992  | 25               | 32    | 33          | 97     |
| 1993  | 22               | 26    | 16          | 68     |
| total | 92               | 103   | 72          | 278    |

WUSA
| Año   | Club               | Partidos Jugados | Goles | Asistencias | Puntos |
| ----- | ------------------ | ---------------- | ----- | ----------- | ------ |
| 2001  | Washington Freedom | 19               | 6     | 4           | 16     |
| 2002  | Washington Freedom | 11               | 8     | 6           | 22     |
| 2003  | Washington Freedom | 19               | 11    | 11          | 33     |
| Total |                    | 49               | 25    | 21          | 71     |

## Campeonatos
| Año  | Equipo                                      | Campeonato/Medalla                                             |
| ---- | ------------------------------------------- | -------------------------------------------------------------- |
| 1989 | UNC                                         | Campeón nacional de la NCAA                                    |
| 2000 | Selección Femenina de Fútbol de los EE. UU. | Medalla de Plata en los Juegos Olímpicos de Sídney             |
| 2003 | Washington Freedom                          | WUSA Founder's Cup Champion                                    |
| 2003 | Selección Femenina de Fútbol de los EE. UU. | Tercer lugar en la Copa Mundial del Fútbol Femenino de la FIFA |
| 2004 | Selección Femenina de Fútbol de los EE. UU. | Medalla de Oro en los Juegos Olímpicos de Atenas               |

## Estilo de juego
Considerada como una de las mejores jugadoras de fútbol de todos los tiempos, Hamm era una delantera atlética, dinámica y técnicamente dotada, reconocida por su velocidad, destreza, juego de pies, resistencia y habilidad con el balón, así como por su regularidad. Era una excelente y ágil regateadora, muy apreciada por su control, así como por su gracia, velocidad y elegancia en la posesión.  Goleadora prolífica, destacaba por su potencia y precisión en el remate, aunque también era una delantera creativa y trabajadora, y una jugadora de equipo, capaz de asistir muchos goles a sus compañeras, gracias a su precisión en el pase, y dispuesta a ayudar a sus compañeras en defensa cuando perdía la posesión. Era capaz de jugar en cualquier posición ofensiva.